# Jesús Montoya
Jesús Montoya Alarcon (født 4. december 1963 i Cabezo de Torres) er en tidligere spansk landevejscykelrytter.
| Cykling | Spire Denne biografi om en spansk cykelrytter er en spire som bør udbygges. Du er velkommen til at hjælpe Wikipedia ved at udvide den. |